# Disibod

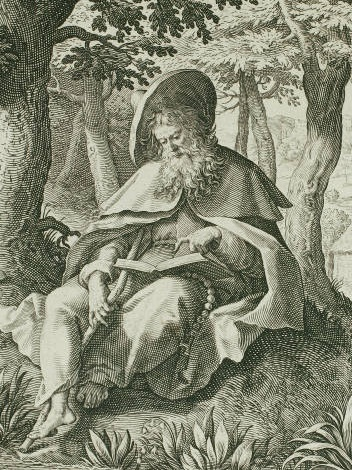
St. Disibod, Stich, 1594, (Ausschnitt) von Raphael Sadeler, nach Gemälde von Marten de Vos

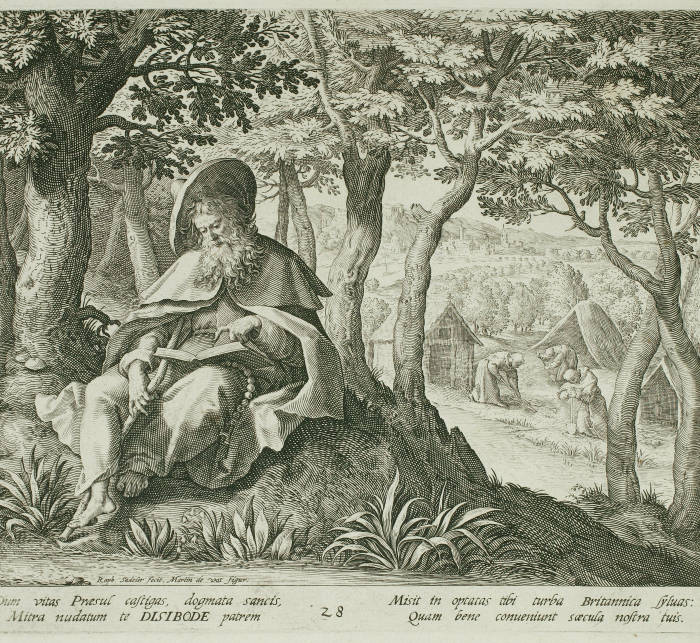
St. Disibod mit seinen 3 Gefährten und der Klause; kompletter Stich von Raphael Sadeler, 1594

Disibod (irisch Disens) (* 619; † 700) war ein irischer Mönch und Einsiedler. Er wurde erstmals im 9. Jahrhundert im Martyrologium des Rabanus Maurus erwähnt. Disibod gründete das Kloster Disibodenberg.

## Leben
Hildegard von Bingen verfasste um 1170 eine vita Disibods. Nach Hildegard kam Disibod 640, begleitet von seinen Schülern Giswald, Clemens und Sallust, als Missionar in das fränkische Reich. Dort waren sie in den Vogesen und Ardennen aktiv, bis Disibod, geleitet durch einen Traum, eine Klause am Zusammenfluss von Nahe und Glan errichtete, woraus später das Kloster Disibodenberg entstand. In der Vita heißt es über den Ort der Klause: „wo sein Wanderstab, in die Erde gesteckt, grünte, wo eine weiße Hirschkuh einen Quell frischen Wassers aus der Erde scharrte und wo sich zwei Flüsse vereinigen.“
Am Fuße des Berges in der Nähe der gefundenen Quelle baute Disibod mit seinen Gefährten Hütten und sie begannen mit der Verkündung des Evangeliums unter der heidnischen Bevölkerung. Es entstand auch eine Taufkapelle am nordöstlichen Fuße des Berges. Als weiser, geachteter Gottesmann sei er an einem 8. Juli um das Jahr 700 gestorben und in seiner Zelle bestattet worden. Sein wundertätiges Grab wurde eine Pilgerstätte. Es entstanden dort mehrfach neue Kirchen und der Leib des Heiligen wurde jeweils dorthin umgebettet. Erstmals geschah das bereits 745 als Bonifatius, Bischof von Mainz, das Grab Disibods besuchte und seine Gebeine unter dem Altar der Klosterkirche beisetzte. Damit war der Glaubensbote nach damaligem Gebrauch offiziell als Heiliger anerkannt.
1559 wurde das Kloster Disibodenberg im Zuge der Reformation in Pfalz-Zweibrücken aufgelöst. Die Reliquien Disibods sind seither verschollen.
Der Disibodenberg, die ehemalige Wirkungsstätte des Heiligen, gehört heute zum Bistum Speyer. Dort – sowie im benachbarten Bistum Trier –  zählt St. Disibod zu den Bistumsheiligen und ist mit einem nicht gebotenen Gedenktag im Diözesankalender aufgeführt; früher fiel das Gedächtnis auf den 8. September, heute ist es am 8. Juli.

## Sonstiges
Im November 2014 wurde die Kooperative Realschule plus in Bad Sobernheim nach Disibod benannt.